# Epiprocto
En biología, el epiprocto (del griego «ἐπί» sobre, y «πρωκτός» ano, recto, término acuñado en 1921) es el flagelo central en la parte posterior del abdomen de las efímeras y zigentomos (Anteriormente llamados tisanuros). Consiste en un esclerito dorsal al orificio anal, derivado del XI segmento abdominal. Su función es proteger dorsalmente el ano.
- Datos: Q5834870